# Schizocosa avida
Schizocosa avida là một loài nhện trong họ Lycosidae.
Loài này thuộc chi Schizocosa. Schizocosa avida được Charles Athanase Walckenaer miêu tả năm 1837.